# Asterodiscides bicornutus
Asterodiscides bicornutus is een zeester uit de familie Asterodiscididae.
De wetenschappelijke naam van de soort werd in 2009 gepubliceerd door Lane & Rowe.